# بورن (فوهة)

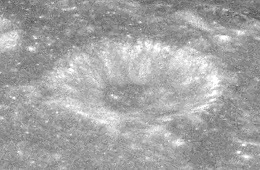
صورة لفوهة بورن من أبوللو 8

بورن (بالإنجليزية: Born)‏ هي فوهة قمرية صدمية تقع في الجانب الشرقي للقمر، على شمال فوهة لانغرينس. سميت الفوهة سابقًا باسم "Maclaurin Y"، قبل إعادة تسميته بواسطة الاتحاد الفلكي الدولي عام 1979.